# دنباله‌دار (فیلم)
دنباله‌دار (انگلیسی: Comet) فیلمی در ژانر کمدی-درام است که در سال ۲۰۱۴ منتشر شد.